# Roberto Sukerman
Roberto Sukerman (Rosario, 8 de marzo de 1975) es un político, docente, y abogado constitucionalista argentino. Desde 2022 es el actual Jefe de Gabinete del Ministerio de Trabajo, Empleo y Seguridad Social.

## Biografía
Sukerman nació en la ciudad de Rosario, provincia de Santa Fe, el 8 de marzo de 1975. En 1998 se recibió de abogado en la Facultad de Derecho de la Universidad Nacional de Rosario y comenzó a ejercer la profesión, especializándose en el área de Derecho Constitucional.
En diciembre de 2011 asumió su primer mandato como concejal de la ciudad de Rosario. Presentó diversas iniciativas que fueron aprobadas, entre las que se destacan la ordenanza de videovigilancia, y Rosario Alerta 2.0, cuyos principios se basan en la creación de un sistema unificado de software para la realización de denuncias en situaciones de inseguridad. Además, creó la ordenanza de Descentralización de Defensorías y Fiscalías en los distritos. También es autor del proyecto de Policía Municipal, el único que se encuentra actualmente[¿cuándo?] en debate en la Legislatura de la provincia de Santa Fe.
En 2015 Sukerman se presentó como precandidato a intendente de Rosario dentro del Frente Justicialista para la Victoria, resultando vencedor en las internas del 19 de abril con la lista Primero Santa Fe, lo cual le permitió convertirse en el candidato a intendente del peronismo local. En las elecciones generales, logró el 23 % de los votos y quedó entre los tres más votados, detrás de la candidata del PRO Ana Laura Martínez y de la intendenta Mónica Fein, quién fue reelecta para el período 2015-2019.
En 2017, asumió nuevamente como concejal y entre los proyectos más sobresalientes se encuentra su propuesta para municipalizar el Transporte Urbano de Pasajeros, el congelamiento del precio del boleto frente a la quita de subsidios por parte del gobierno de Mauricio Macri, y la aprobación de la ordenanza de paridad de género para cargos electivos locales.
En 2019 Sukerman se presentó nuevamente como candidato a intendente de Rosario. En las elecciones del 16 de junio quedó segundo, perdiendo por un estrecho margen ante el candidato Pablo Javkin.
Durante la gestión del gobernador Omar Perotti, asumió como ministro de Trabajo, Empleo y Seguridad Social de la provincia de Santa Fe primero, y como ministro de Gobierno, Justicia, Derechos Humanos y Diversidad después.